# Глац (графство)
Кладское графство (чеш. Kladské hrabství), или графство Глац (нем. Grafschaft Glatz) — силезское графство, территория которого в настоящее время входит в состав Нижнесилезского воеводства Польши. Окружено горами, образующими котловину. Самые высокие — массив Снежника. Основную часть населения графства составляли немцы и чехи, в основном католики.
На территории графства добывался каменный уголь, песчаник, известняк; работало много лесопильных заводов. Много минеральных источников.
Кладское графство вместе с гербом было учреждено в соответствии в указом чешского короля Йиржи из Подебрад 17 декабря 1462 года и передано в феодальное владение его сыновьям. В 1501—1534 годах графством владел штирийский род фон Гардегг, который продал его королю Фердинанду I, но сохранил за собой титул графов фон Глац (этот титул фон Гардегги носят до сих пор).
В 1742 году по итогам Первой Силезской войны вместе с Силезией графство вошло в состав Пруссии согласно Бреславльскому договору. В 1816 году была включена в границы Силезской провинции. В 1871 году вместе с Пруссией она вошла в состав Германского рейха. В 1945 году она была включена в состав Польши, но в первые годы после Второй мировой войны была предметом польско-чехословацкого спора: Чехословакия, ссылаясь на исторические и этнографические права, требовала аннексии Клодзкой земли. Под давлением Сталина статус-кво был сохранен, но граница была подтверждена только в соглашении 1958 года.